# Alsdorf
Alsdorf (AFI: [ˈalsdɔʁf]) é uma cidade da Alemanha, localizada no distrito de Aachen, Renânia do Norte-Vestfália.

## Subdivisões
Alsdorf está dividido em 16 distritos:
| - Alsdorf-Mitte - Begau - Bettendorf - Blumenrath | - Broicher Siedlung - Busch - Duffesheide - Hoengen | - Kellersberg - Mariadorf - Neuweiler - Ofden | - Schaufenberg - Siedlung Ost - Warden - Zopp |